# Kaiser-Friedrich-Promenade
Koordinaten: 50° 13′ 17,2″ N, 8° 38′ 15,5″ O
Die Kaiser-Friedrich-Promenade ist eine Prachtstraße in Bad Homburg vor der Höhe und erste Adresse im Zentrum der Stadt. Die 1760 Meter lange Straße verläuft zwischen dem nordöstlich an die Promenade grenzenden Kurpark und der im Südwesten parallel verlaufenden Louisenstraße als Haupteinkaufszeile der Stadt. Der in keinem anderen Ort verwendete Straßenname ist einzigartig in Deutschland.

## Lage
Die Straße beginnt im Nordwesten an der Ecke zur Haingasse bzw. zur Gymnasiumstraße und bildet sozusagen die Fortsetzung der an dieser Stelle endenden Höhestraße. Sie endet an der Straße Am Schützbrett (sowie am Übergang zum Haberweg) im Stadtteil Gonzenheim und wird durch die dortige Kirchgasse in gleicher Richtung fortgesetzt.

## Geschichte
Die Straße entstand in den 1830er Jahren an der Stelle eines einfachen Feldweges und wurde 1834 als Städtische Promenade eröffnet. Obwohl die ersten Häuser bereits um 1840 entstanden (wie zum Beispiel die unter Nummer 6 gelegene Villa Trapp), setzte die strukturierte Bebauung der Straße erst nach Eröffnung des Kurhauses im Jahr 1843 ein.
Von 1857 an unterschied man die Obere Promenade (zwischen Haingasse und Schwedenpfad) und die Untere Promenade (zwischen Ludwigstraße und Augusta-Allee). Seit 1889, als gleichzeitig auf dem benachbarten Schmuckplatz die Denkmäler für Kaiser Friedrich III. und seine Ehefrau Victoria Kaiserin Friedrich aufgestellt wurden, trägt die Straße ihren heutigen Namen.
In der zweiten Hälfte des 19. Jahrhunderts wurden auf einigen Grundstücken zusätzlich zu den bestehenden Villen Nebengebäude errichtet, die zum Teil von Homburger Fotografen als Ateliers genutzt wurden. So wie zum Beispiel das Nebengebäude Nummer 61a, das der Hoffotograf Thomas Heinrich Voigt sich nach dem Erwerb des unter Nummer 61 gelegenen Anwesens 1885 von dem renommierten Homburger Architekten Louis Jacobi errichten ließ.
Einige Nebengebäude dienten auch der Unterbringung von Kurgästen, für die am Ort vornehmlich zwei große Hotels zur Verfügung standen: unter Nummer 47 das bis in die 1960er Jahre bestehende Hotel Minerva, auf dessen Grundstück sich heute die Wicker-Klinik befindet, sowie unter Nummer 69 bis 75 das bis in die 1980er Jahre bestehende Ritters Park-Hotel, an dessen Stelle sich heute das Steigenberger Hotel befindet. Beide Hotels beherbergten zahlreiche hochrangige Persönlichkeiten aus dem In- und Ausland, zu denen unter anderem Elvis Presley (Anfang Oktober 1958 als Gast des Ritters Park-Hotel) gehörte.

## Bekannte Anwohner
Neben dem bereits erwähnten Maler und Hoffotografen Thomas Heinrich Voigt (1838–1896), der auf dem Anwesen unter Nummer 61 lebte, residierte der Frankfurter Politiker und Diplomat Wilhelm von Meister (1863–1935) in der nach ihm benannten Villa Meister unter Nummer 105. Bereits in den späten 1830er Jahren ließ der Arzt Eduard Christian Trapp (1804–1854), dem Bad Homburg seinen Rang als Kurstadt verdankt, unter der heutigen Nummer 6 eine Villa erbauen.
1951 bezog eine Familie namens Schubring ihre Wohnstätte in dem Haus Nummer 74. Der damals achtjährige Sohn wurde Jahre später unter dem Pseudonym Ted Herold als „deutscher Elvis“ bekannt und erhielt 1958, als sein Idol eine Nacht in dem gegenüberliegenden Ritter’s Park Hotel verbrachte und anschließend durch Bad Homburg schlenderte, die Gelegenheit, Presley persönlich kennenzulernen. Beide Sänger begegneten sich in der nahegelegenen Louisenstraße im noch heute betriebenen Eiscafé Pellegrin.

## Denkmalschutz
Eine Vielzahl von Gebäuden an der Promenade steht unter Denkmalschutz. Siehe hierzu Liste der Kulturdenkmäler in Bad Homburg vor der Höhe#K.